# BR-259
A BR-259 é uma rodovia federal transversal do Brasil que interliga o estado do Espírito Santo a Minas Gerais. 
Percorre 106,3 km no estado do Espírito Santo começando na BR-101, na altura do município de João Neiva e 605,4 km no estado de Minas Gerais. A rodovia passa por municípios como Colatina e Governador Valadares, importantes centros regionais. Termina na BR-040, no município de Felixlândia, totalizando 711,7 km.

## Percurso
Serve, dentre outras, as seguintes cidades:
- João Neiva (ES)
- Colatina (ES)
- Baixo Guandu (ES)
- Aimorés (MG)
- Resplendor (MG)
- Governador Valadares (MG)
- Divinolândia de Minas (MG)
- Virginópolis (MG)
- Guanhães (MG)
- Serro (MG)
- Curvelo (MG)
- Felixlândia (MG)